# Andronico Angelo Paleologo
Andronico Angelo Comneno Ducas Paleologo (in greco  Ἀνδρόνικος Ἄγγελος Κομνηνός Δούκας Παλαιολόγος?; 1282 circa – 1328) è stato un nobile e militare bizantino.

## Biografia
Nacque intorno al 1282 da Demetrio Ducas Comneno Cutroule, figlio del Despota d'Epiro Michele II Comneno Ducas, e da Anna Comnena Paleologa, figlia dell'imperatore bizantino Michele VIII Paleologo. Nel 1326 ricoprì la carica di protovestiario e il grado di protosebastos. Nel 1327-1328 Andronico fu governatore militare di Velegrada (l'odierna Berat). Durante la guerra civile bizantina del 1321-1328, inizialmente si schierò con Andronico III Paleologo contro suo nonno Andronico II Paleologo, ma poi cambiò schieramento. Di conseguenza, quando Andronico III Paleologo spodestò il nonno nel 1328, arrestò la sua famiglia e confiscò le sue proprietà e i suoi vasti possedimenti in Macedonia. Andronico fu quindi costretto a fuggire in Serbia, morendo in esilio a Prilep nel 1328.
Era sposato con una figlia, il cui nome è sconosciuto, di un certo Kokalas. La coppia ebbe almeno due figlie, la futura regina consorte d'Epiro Anna Paleologa e un'altra figlia senza nome, che sposò Giovanni Angelo.

## Ascendenza
|                                 |                     |                              | Genitori              |  |  | Nonni |  |  | Bisnonni          |  |  | Trisnonni      |  |
|                                 |                     |                              |                       |  |  |       |  |  | Michele I d'Epiro |  |  | Giovanni Ducas |  |
|                                 |                     |                              |                       |  |  |       |  |  | Michele I d'Epiro |  |  | Giovanni Ducas |  |
|                                 |                     | …                            |                       |  |  |       |  |  | Michele I d'Epiro |  |  |                |  |
| Michele II d'Epiro              |                     |                              |                       |  |  |       |  |  | Michele I d'Epiro |  |  |                |  |
|                                 |                     | Melissena                    | …                     |  |  |       |  |  |                   |  |  |                |  |
|                                 |                     | Melissena                    | …                     |  |  |       |  |  |                   |  |  |                |  |
|                                 |                     | Melissena                    | …                     |  |  |       |  |  |                   |  |  |                |  |
| Demetrio Ducas Comneno Cutroule |                     | Melissena                    |                       |  |  |       |  |  |                   |  |  |                |  |
|                                 |                     | Giovanni Petralife           | …                     |  |  |       |  |  |                   |  |  |                |  |
|                                 |                     | Giovanni Petralife           | …                     |  |  |       |  |  |                   |  |  |                |  |
|                                 |                     | Giovanni Petralife           | …                     |  |  |       |  |  |                   |  |  |                |  |
| Teodora di Arta                 |                     | Giovanni Petralife           |                       |  |  |       |  |  |                   |  |  |                |  |
|                                 |                     | Elena                        | …                     |  |  |       |  |  |                   |  |  |                |  |
|                                 |                     | Elena                        | …                     |  |  |       |  |  |                   |  |  |                |  |
|                                 |                     | Elena                        | …                     |  |  |       |  |  |                   |  |  |                |  |
| Andronico Angelo Paleologo      |                     | Elena                        |                       |  |  |       |  |  |                   |  |  |                |  |
|                                 | Andronico Paleologo | Alessio Paleologo            |                       |  |  |       |  |  |                   |  |  |                |  |
|                                 | Andronico Paleologo | Alessio Paleologo            |                       |  |  |       |  |  |                   |  |  |                |  |
|                                 | Andronico Paleologo | Irene Comnena                |                       |  |  |       |  |  |                   |  |  |                |  |
| Michele VIII Paleologo          | Andronico Paleologo |                              |                       |  |  |       |  |  |                   |  |  |                |  |
|                                 |                     | Teodora Angelina Paleologina | Alessio Paleologo     |  |  |       |  |  |                   |  |  |                |  |
|                                 |                     | Teodora Angelina Paleologina | Alessio Paleologo     |  |  |       |  |  |                   |  |  |                |  |
|                                 |                     | Teodora Angelina Paleologina | Irene Angelina        |  |  |       |  |  |                   |  |  |                |  |
| Anna Comnena Paleologa          |                     | Teodora Angelina Paleologina |                       |  |  |       |  |  |                   |  |  |                |  |
|                                 |                     | Giovanni Ducas               | Isacco Ducas Vatatzes |  |  |       |  |  |                   |  |  |                |  |
|                                 |                     | Giovanni Ducas               | Isacco Ducas Vatatzes |  |  |       |  |  |                   |  |  |                |  |
|                                 |                     | Giovanni Ducas               | …                     |  |  |       |  |  |                   |  |  |                |  |
| Teodora Ducas Vatatzina         |                     | Giovanni Ducas               |                       |  |  |       |  |  |                   |  |  |                |  |
|                                 |                     | Eudocia Angelina             | Giovanni Angelo       |  |  |       |  |  |                   |  |  |                |  |
|                                 |                     | Eudocia Angelina             | Giovanni Angelo       |  |  |       |  |  |                   |  |  |                |  |
|                                 |                     | Eudocia Angelina             | …                     |  |  |       |  |  |                   |  |  |                |  |
|                                 |                     | Eudocia Angelina             |                       |  |  |       |  |  |                   |  |  |                |  |